# Federico Enrique de Brandeburgo-Schwedt
Federico Enrique de Brandeburgo-Schwedt (en alemán, Friedrich Heinrich von Brandenburg-Schwedt; Schwedt, 21 de agosto de 1709-ibidem, 12 de diciembre de 1788) fue el último propietario de la secundogenitura prusiana de Brandeburgo-Schwedt. Su padre fue el margrave Felipe Guillermo de Brandeburgo-Schwedt y su madre fue Juana Carlota, una hija del príncipe Juan Jorge II de Anhalt-Dessau y de la princesa Enriqueta Catalina de Nassau.

## Biografía
Al morir su padre en 1711, su madre puso a Federico Enrique bajo la tutela de su tío Federico I, y después de la muerte de Federico I en 1713, bajo la tutela de su primo Federico Guillermo I. En 1711, Federico Enrique fue nombrado jefe del Regimiento de Infantería N.º 12. Sin embargo, mostró poco interés en los asuntos militares. En 1733, el rey Federico Guillermo I estaba tan indignado con el desorden en el regimiento de Federico Enrique que fue encarcelado durante varias semanas. Federico el Grande tenía poco aprecio por las habilidades de Federico Enrique y no lo utilizó. En 1741, Federico Enrique intercambió el Regimiento de Infantería N.º 12 por el Regimiento de Infantería N.º 42, pero de nuevo le prestó poca atención y dejó sus asuntos para los respectivos comandantes. 
Cuando su hermano, Federico Guillermo, murió en 1771, Federico Enrique heredó el Señorío de Schwedt-Wildenbruch. Como margrave de Brandeburgo-Schwedt, fue mecenas de las artes, especialmente el teatro. En 1755, adquirió el Prinzessinnenpalais en Berlín y en 1785 contrató a la actriz Henriette Hendel-Schutz para actuar en su Teatro de Corte.
Contrajo matrimonio con su prima hermana, Leopoldina María de Anhalt-Dessau, una hija del príncipe Leopoldo I de Anhalt-Dessau, apodado el viejo Dessauer. Después del nacimiento de dos hijas, las discusiones entre él y su esposa eran tan frecuentes y tan violentas, que le prohibió a su esposa el acceso a Kolberg durante el resto de su vida.
Cuando murió en 1788, la línea cadete de Brandeburgo-Schwedt se extinguió y la secundogenitura retornó al Electorado. Sus hijas y sobrinas recibieron una pensión.

## Hijas
- Federica Carlota (18 de agosto de 1745-23 de enero de 1808), la última abadesa de la Abadía de Herford.
- Luisa (10 de agosto de 1750-21 de diciembre de 1811), desposó al príncipe (después duque) Leopoldo III de Anhalt-Dessau (1740-1817).